# Bătrânețe

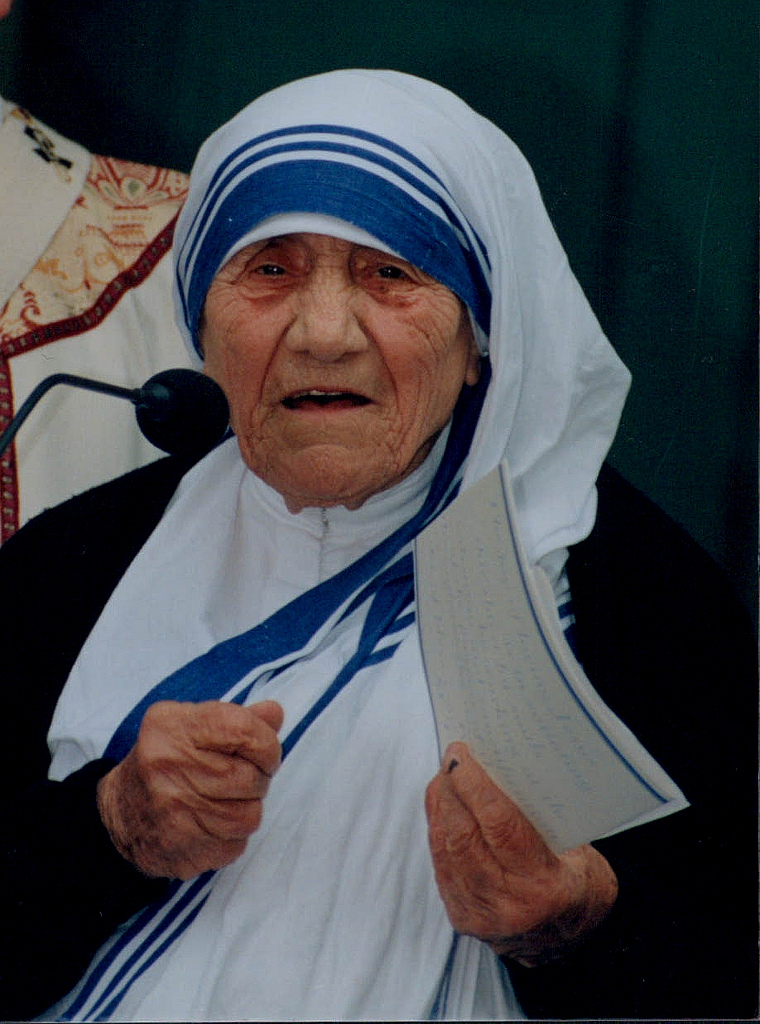
Maica Tereza în 1996 (85-86 ani)

Bătrânețea se referă la vârstele care se apropie sau depășesc speranța de viață a ființelor umane, reprezentând astfel sfârșitul ciclului de viață al omului. Termenii și eufemismele pentru persoanele aflate la această vârstă includ bătrânii, vârstnicii (utilizare la nivel mondial), seniorii sau adulții în vârstă.
Persoanele în vârstă au adesea capacități de regenerare limitate și sunt mai sensibile la boli, sindroame, leziuni și alte afecțiuni decât adulții mai tineri. O serie de alte discipline și domenii se referă la îmbătrânire și la vârstnici, cum ar fi procesele organice ale îmbătrânirii (senescență), studiile medicale ale procesului de îmbătrânire (gerontologie), bolile care afectează adulții în vârstă (geriatrie), tehnologia de sprijinire a societății îmbătrânite (gerontehnologie) sau activitățile de agrement și sportive adaptate persoanelor în vârstă, cum ar fi sportul pentru seriori. Persoanele vârstnice se confruntă cu diverse probleme sociale privind pensionarea, singurătatea și ageism-ul.
Bătrânețea nu este un stadiu biologic definit, deoarece vârsta cronologică notată ca „bătrânețe” variază din punct de vedere cultural și istoric.
În 2011, Organizația Națiunilor Unite a propus o convenție privind drepturile omului care să protejeze în mod specific persoanele în vârstă.

## Definiții
Cele mai multe țări occidentale dezvoltate stabilesc vârsta de pensionare între 62 și 67 de ani; de asemenea, se consideră în general că aceasta marchează trecerea de la vârsta mijlocie la cea înaintată. Faptul de a avea vârsta în acest interval este în mod obișnuit o cerință pentru a deveni eligibil pentru programele sociale pentru seniori. În națiunile non-occidentale, bătrânețea poate începe încă de la jumătatea vârstei de 40 de ani sau până la 70 de ani.
Bătrânețea nu poate fi definită în mod universal, deoarece este un concept sensibil. Organizația Națiunilor Unite, de exemplu, consideră că bătrânețea este vârsta de 60 de ani sau mai mult. În schimb, un raport comun din 2001 al Institutului Național pentru Îmbătrânire din SUA și al Biroului Regional pentru Africa al Organizației Mondiale a Sănătății (OMS) din 2001 a stabilit începutul bătrâneții în Africa Subsahariană la 50 de ani. Acest prag mai mic provine în primul rând dintr-un mod diferit de a vedea bătrânețea în națiunile în curs de dezvoltare. Spre deosebire de lumea dezvoltată, unde vârsta cronologică determină pensionarea, societățile din țările în curs de dezvoltare determină vârsta înaintată în funcție de capacitatea unei persoane de a contribui activ la societate. Această cifră este, de asemenea, afectată în mod semnificativ de ratele mai scăzute ale speranței de viață în întreaga lume în curs de dezvoltare.

### Seniorii

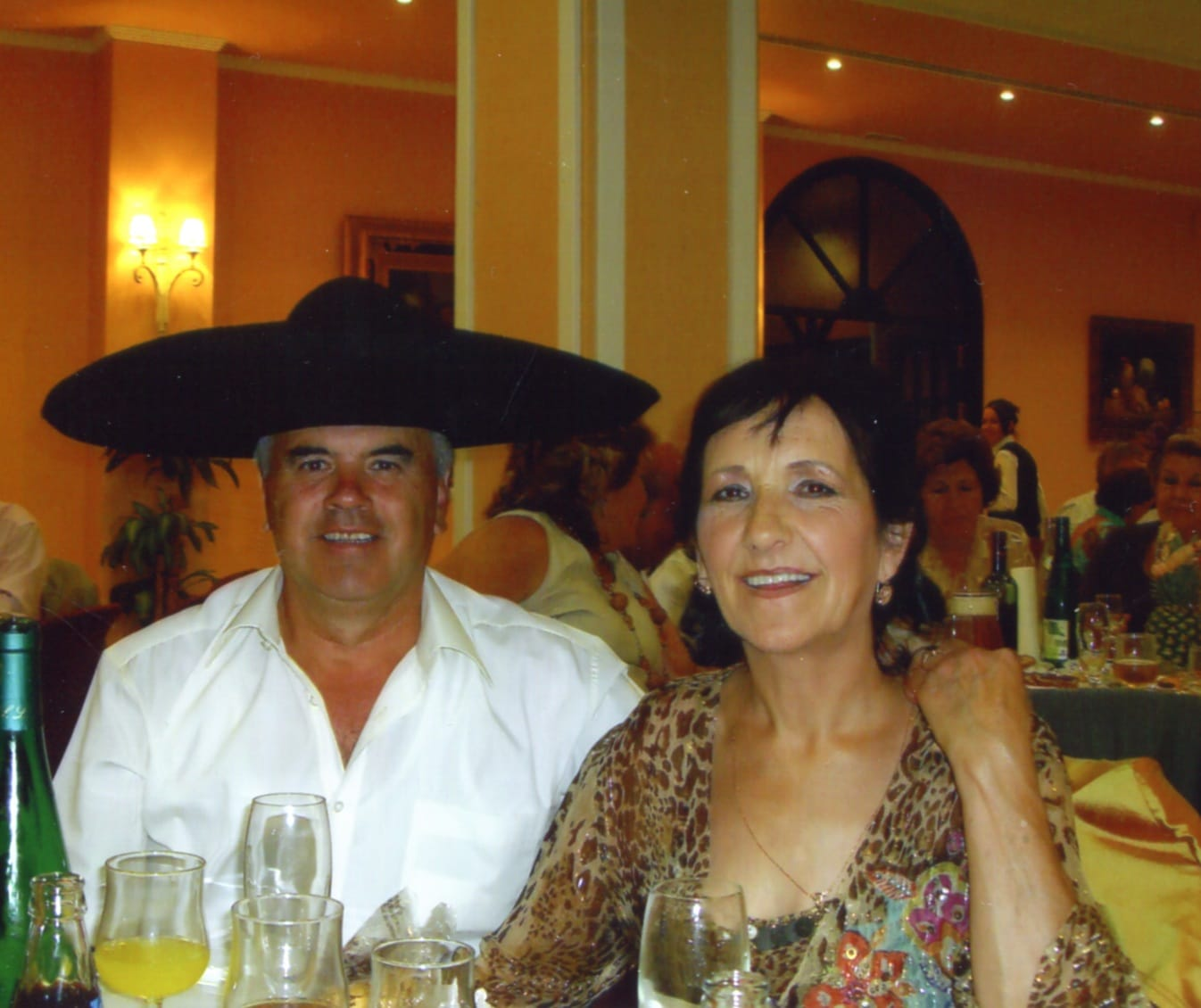
Cuplu de pensionari la o nuntă din Andaluzia, 2008

Termenul „senior citizen” (cetățean serior) este un eufemism comun pentru o persoană în vârstă, folosit în engleza americană și, uneori, în engleza britanică. Acesta implică ideea că persoana la care se face referire este pensionară. La rândul său, acest lucru implică, de obicei, că persoana a depășit vârsta de pensionare, care variază în funcție de țară. Unele dicționare descriu utilizarea pe scară largă a termenului „senior citizen” pentru persoanele cu vârsta de peste 65 de ani.

## Semne ale îmbătrânirii
Caracteristicile distinctive ale bătrâneții sunt atât fizice, cât și psihice. Semnele bătrâneții sunt atât de diferite de cele ale vârstei mijlocii, încât juristul Richard Posner sugerează că, pe măsură ce un individ trece la bătrânețe, poate fi considerat ca fiind un set de persoane diferite care „împart în timp” aceeași identitate.
Aceste semne nu apar la aceeași vârstă cronologică pentru toată lumea. De asemenea, ele apar în ritmuri și ordine diferite pentru persoane diferite. Semnele bătrâneții pot varia cu ușurință între persoane de aceeași vârstă.
Un semn de bază al bătrâneții, care afectează atât corpul, cât și mintea, este „lentoarea comportamentului”. Termenul descrie o corelație între înaintarea în vârstă și lentoarea reacțiilor și a performanțelor în îndeplinirea sarcinilor fizice și mentale. Cu toate acestea, studii de la Buffalo University și Northwestern University au arătat că vârstnicii sunt un grup de vârstă mai fericit decât omologii lor mai tineri.

### Fizice
Semnele fizice ale bătrâneții includ următoarele:
- Probleme osoase și articulare: Oasele bătrâne sunt marcate de „subțiere și contracție”. Acest lucru ar putea duce la o pierdere de înălțime (aproximativ 5 cm până la vârsta de 80 de ani), la o postură aplecată la multe persoane și la o mai mare susceptibilitate la boli ale oaselor și articulațiilor, cum ar fi osteoartrita și osteoporoza.[21][22][23]
- Boli cronice: Unele persoane în vârstă au cel puțin o afecțiune cronică și multe au mai multe afecțiuni. În 2007-2009, cele mai frecvente afecțiuni care au apărut în rândul persoanelor în vârstă din Statele Unite au fost hipertensiunea necontrolată (34%), artrita (50%) și bolile de inimă (32%).[24]
- Probleme dentare: Persoanele în vârstă pot avea mai puțină salivă și o capacitate redusă de a menține igiena orală, crescând astfel șansele de apariție a cariilor și infecțiilor dentare.
- Probleme ale sistemului digestiv: În aproximativ 40% din cazuri, bătrânețea este marcată de tulburări digestive, cum ar fi dificultatea de a înghiți, incapacitatea de a mânca suficient și de a absorbi nutriția, constipația și sângerările.

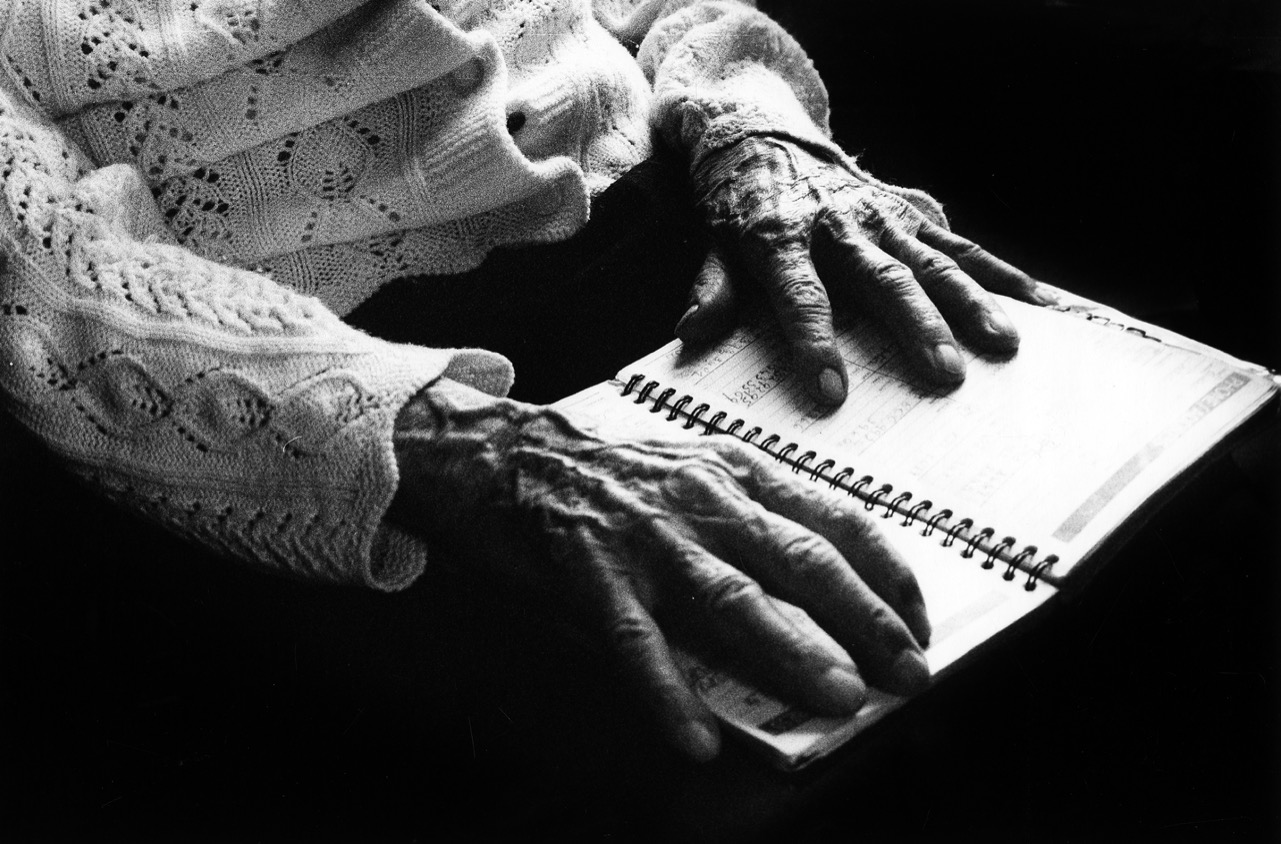
Mâinilie ridate ale unei bătrâne

- Pielea își pierde din elasticitate și devine mai uscată și mai ridată.
- Părul devine de obicei alb și, de asemenea, ar putea deveni mai subțire. Ca regulă generală, în jurul vârstei de 50 de ani, aproximativ 50% dintre europeni au 50% păr cărunt. Mulți bărbați sunt afectați de chelie, iar femeile intră la menopauză.

### Mentale
Semnele mentale ale bătrâneții includ următoarele:
- Teama de criminalitate la bătrânețe, în special în rândul persoanelor fragile, cântărește uneori mai mult decât preocupările legate de finanțe sau de sănătate, și le limitează activitățile zilnice. Această teamă persistă în ciuda faptului că persoanele în vârstă sunt victime ale infracțiunilor mai rar decât persoanele mai tinere.
- Teama din ce în ce mai mare de problemele de sănătate.
- Tulburările mintale afectează aproximativ 15% dintre persoanele cu vârsta de peste 60 de ani, conform estimărilor Organizației Mondiale a Sănătății.[25] Un alt sondaj efectuat în 15 țări a raportat că tulburările mintale ale adulților interferează cu activitățile lor zilnice mai mult decât problemele fizice.
- Capacitate mentală și cognitivă redusă:[26][27] Pierderea memoriei este frecventă la bătrânețe din cauza scăderii capacității creierului de a codifica, stoca și recupera informații. Este nevoie de mai mult timp pentru a învăța aceeași cantitate de informații noi. Prevalența demenței crește la bătrânețe de la aproximativ 10% la 65 de ani la aproximativ 50% la peste 85 de ani. Boala Alzheimer reprezintă între 50 și 80% din cazurile de demență. Comportamentul demențial poate include rătăcirea, agresivitatea fizică, izbucnirile verbale, depresia și psihoza.
- Încăpățânarea: Un studiu efectuat pe peste 400 de seniori a constatat o „preferință pentru rutină”.[28][29] Printre explicații se numără prețul bătrâneții asupra „inteligenței fluide” și obiceiurile „mai adânc înrădăcinate” ale bătrânilor.

## Religiozitate

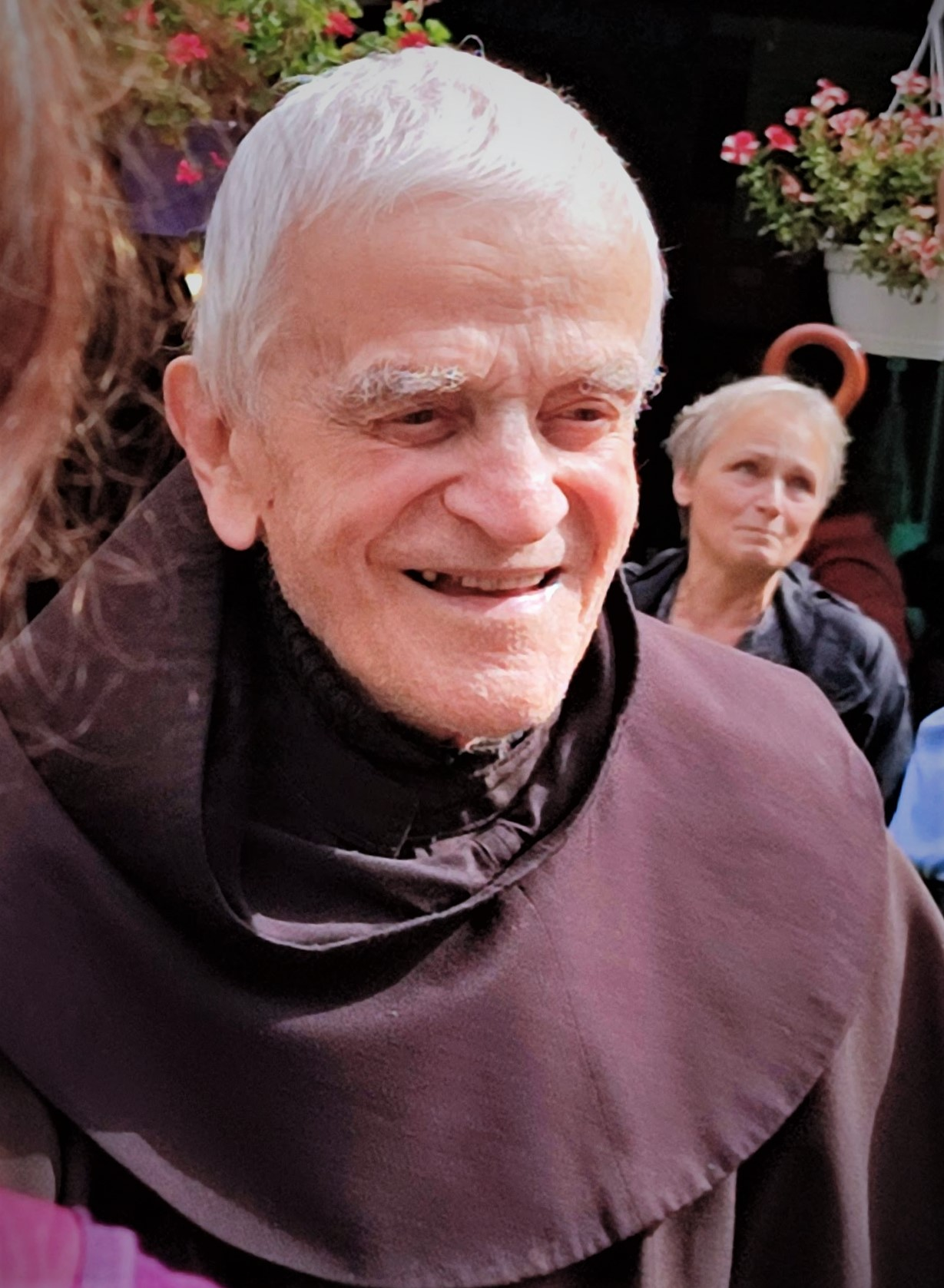
Vladimír Benedikt, preot franciscan în vârstă de 100 de ani

În general, bătrânii au fost întotdeauna mai religioși decât tinerii.
În Statele Unite, 90% dintre hispanicii de vârstă înaintată se consideră foarte, destul de sau oarecum religioși.
Într-un studiu longitudinal britanic de 20 de ani, mai puțin de jumătate dintre persoanele în vârstă intervievate au declarat că religia este „foarte importantă” pentru ei, iar un sfert au declarat că au devenit mai puțin religioși la bătrânețe. Creșterea religiozității la sfârșitul vieții este mai puternică în Japonia decât în Statele Unite, dar în Țările de Jos este minimă.
În ceea ce privește practicarea religiei, un studiu efectuat pe un eșantion de peste 60 de persoane a constatat că 25% dintre acestea citesc Biblia în fiecare zi și peste 40% se uită la programe TV religioase. Pew Research a constatat că, în intervalul de vârstă 65+, 75% dintre albi și 87% dintre negri se roagă zilnic. Atunci când se compară religiozitatea, practica individuală poate fi o măsură mai precisă decât participarea la religia organizată. În cazul religiei organizate, participarea poate fi adesea împiedicată din cauza problemelor de transport sau de sănătate.

## Speranța de viață
Peste 80 de ani
     Peste 75 de ani
     Peste 70 de ani
     Peste 60 ani
     Peste 50 de ani
     Sub 50 de ani

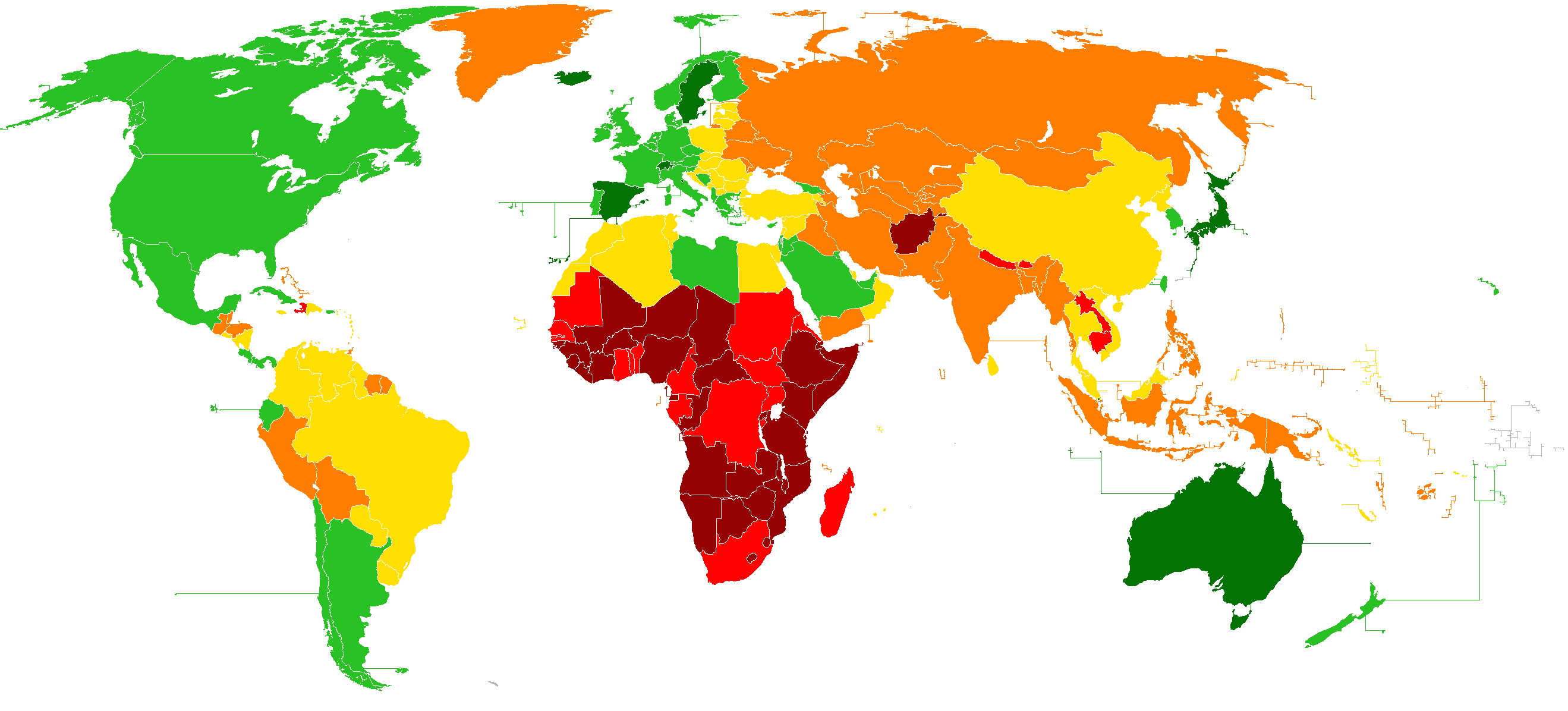
Speranța de viață la nivel global
Peste 80 de ani
Peste 75 de ani
Peste 70 de ani
Peste 60 ani
Peste 50 de ani
Sub 50 de ani

Speranța de viață la naștere în funcție de națiune în anul 2011 a variat între 48 și 82 de ani. Valorile scăzute indică rate ridicate de mortalitate pentru sugari și copii.
În cea mai mare parte a lumii, femeile trăiesc, în medie, mai mult decât bărbații; chiar și așa, disparitățile variază de la 12 ani în Rusia până la nicio diferență, sau o speranță de viață mai mare pentru bărbați, în țări precum Zimbabwe și Uganda.
Numărul persoanelor în vârstă din întreaga lume a început să crească vertiginos în a doua jumătate a secolului XX. Înainte de această dată, în țările dezvoltate, cinci procente sau mai puțin din populație avea peste 65 de ani. Puțini erau cei care trăiau mai mult de 70 de ani, iar persoanele care ajungeau la vârste înaintate (adică la 80 de ani) erau suficient de rare pentru a reprezenta o noutate și erau reverențiate. În 1960, populația mondială cu vârsta de peste 65 de ani reprezenta o treime din populația sub 5 ani. Până în 2013, populația de peste 65 de ani a crescut până la a egala populația de sub 5 ani și se estimează că,până în 2050, va dubla populația de sub 5 ani.
Înainte de creșterea bruscă a populației de peste 65 de ani, accidentele și bolile îi răpeau pe mulți oameni înainte de a ajunge la vârsta a treia, iar problemele de sănătate ale celor de peste 65 de ani însemnau, în cele mai multe cazuri, o moarte rapidă. Dacă o persoană trăia până la o vârstă înaintată, acest lucru se datora unor factori genetici și/sau unui stil de viață relativ ușor, deoarece bolile bătrâneții nu puteau fi tratate înainte de secolul XX.
În octombrie 2016, un grup de oameni de știință a identificat durata maximă de viață umană la o vârstă medie de 115 ani, cu o limită superioară absolută de 125 de ani. Cu toate acestea, conceptul de durată maximă de viață a oamenilor este încă dezbătut pe larg în rândul comunității științifice.

## Îmbătrânirea populației

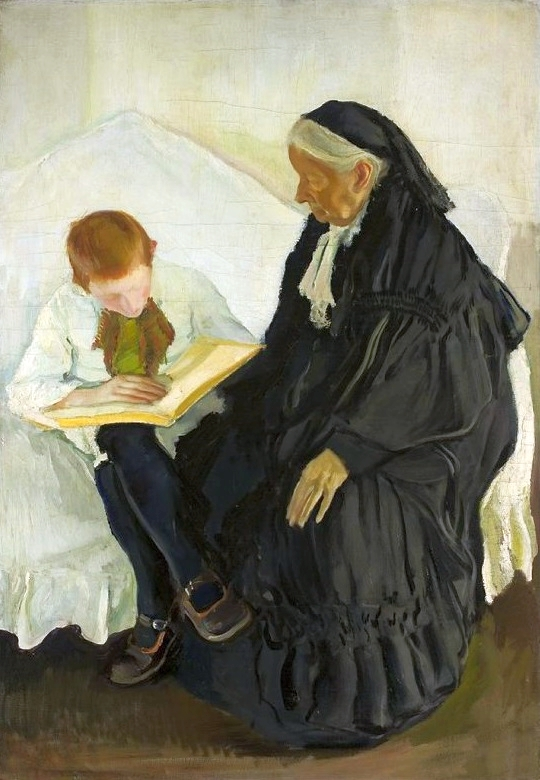
Bunica și nepotul ei (1915) de Konrad Krzyżanowski

### Europa
Îmbătrânirea populației europene este în creștere graduală și date Eurostat avertizează că s-ar putea ajunge la o reducere a "creșterii potențiale" anuale a PIB-ului european, de la actualul 2-2,5% la 1,5% în 2025, până la 1,25% în 2040. După un studiu din 2005 al Comisiei Europene, citat de publicația Euronote:
„Raportul dintre populația de vârstă mai mică de 15 ani și cea mai mare de 65 de ani, pe de o parte, și populația între 14 și 64 de ani, pe de altă parte, va trece de la 49% în 2005 la 66% în 2030.
În mod deosebit, în perioada 2005-2050, numărul de persoane din grupa de vârstă 55-65 de ani (adică muncitorii învârstă) va crește cu 8,7%, în timp ce numărul de indivizi incluși în grupa de vârstă 65-79 de ani (bătrânii) va ajunge la 44%, și numărul persoanelor foarte bătrâne (de minim 80%) va crește cu un procent de 180%.”
Factorii relevanți sunt trei: o natalitate scăzută, progresiva creștere a vieții medii și numărul tot mai mare de persoane a căror vârstă depășește 65 de ani, în contextul acelei generații de după război definită baby-boom ce va crește numărul de persoane bătrâne. 
Conform unor studii ISTAT (Institutul Național de Statistică al Italiei) în Europa persoanele mai bătrâne de 65 de ani vor reprezenta 20,5% în 2010, 23,3% în 2020, 27% în 2030 și în 2050 procentul va fi de 33,6%.

### România
Conform unui studiu din anul 2016, aproximativ 1,5 milioane de vârstnici din România sunt afectați de singurătate.
Este de așteptat ca în următorii ani să se înregistreze o scădere lentă a populației ca urmare a sporului natural negativ, din acest motiv se preconizează că în 2050 România va avea 16 milioane de locuitori.